# Dictynomorpha marakata
Dictynomorpha marakata là một loài nhện trong họ Dictynidae.
Loài này thuộc chi Dictynomorpha. Dictynomorpha marakata được miêu tả năm 1927 bởi Sherriffs.